# Риджтоп (Теннессі)
Риджтоп (англ. Ridgetop) — місто (англ. city) в США, в округах Робертсон і Девідсон штату Теннессі. Населення — 2155 осіб (2020).

## Географія
Риджтоп розташований за координатами 36°24′10″ пн. ш. 86°46′3″ зх. д. / 36.40278° пн. ш. 86.76750° зх. д. (36.402851, -86.767550).  За даними Бюро перепису населення США в 2010 році місто мало площу 7,53 км², з яких 7,50 км² — суходіл та 0,03 км² — водойми. В 2017 році площа становила 7,99 км², з яких 7,96 км² — суходіл та 0,03 км² — водойми.

## Демографія
Згідно з переписом 2010 року, у місті мешкали 1874 особи в 714 домогосподарствах у складі 541 родини. Густота населення становила 249 осіб/км².  Було 749 помешкань (100/км²).
Расовий склад населення:
| - 95,6 % — білих - 1,8 % — чорних або афроамериканців - 0,5 % — азіатів - 0,1 % — корінних американців |

До двох чи більше рас належало 1,3 %. Частка іспаномовних становила 1,6 % від усіх жителів.
За віковим діапазоном населення розподілялося таким чином: 21,9 % — особи молодші 18 років, 61,6 % — особи у віці 18—64 років, 16,5 % — особи у віці 65 років та старші. Медіана віку мешканця становила 44,1 року. На 100 осіб жіночої статі у місті припадало 94,4 чоловіків;  на 100 жінок у віці від 18 років та старших — 92,0 чоловіків також старших 18 років.
Середній дохід на одне домашнє господарство  становив 74 446 доларів США (медіана — 63 486), а середній дохід на одну сім'ю — 78 432 долари (медіана — 65 375). Медіана доходів становила 45 303 долари для чоловіків та 32 113 долари для жінок. За межею бідності перебувало 2,4 % осіб, у тому числі 1,1 % дітей у віці до 18 років та 0,5 % осіб у віці 65 років та старших.
Цивільне працевлаштоване населення становило 1133 особи. Основні галузі зайнятості: освіта, охорона здоров'я та соціальна допомога — 19,8 %, роздрібна торгівля — 14,9 %, виробництво — 12,6 %.